# Таирова, Таира Акпер кызы
Таи́ра Акпе́р кызы́ Таи́рова (азерб. Tahirə Əkbər qızı Tahirova; 7 ноября 1913, Байрамали, Закаспийская область, Российская империя — 26 октября 1991, Баку, Азербайджан) — советский и азербайджанский государственный деятель и дипломат, министр иностранных дел Азербайджанской ССР (1959—1983).

## Биография
Родилась 7 ноября 1913 года в Байрамали в Закаспийской области (ныне город в Туркменистане).
В 1929 году окончила бакинский рабфак, а в 1935 году с отличием — нефтепромысловый факультет Азербайджанского индустриального института. С 1940 г. — директор Азербайджанского научно-исследовательского института нефти. В 1953 году она защитила кандидскую диссертацию, а в 1959 году окончила Высшую дипломатическую школу МИД СССР.
- В 1954—1957 годах — председатель Совета профсоюзов Азербайджанской ССР.
- В 1957—1959 годах — председатель Государственного Комитета науки и техники при Совете Министров Азербайджанской ССР.
- В 1959—1983 годах — министр иностранных дел Азербайджанской ССР.
- В 1963—1968 годах — заместитель председателя Совета Министров Азербайджанской ССР.

О деятельности Таиры Таировой на посту министра иностранных дел Азербайджанской ССР дипломат Фикрет Садыхов, работавший начальником управления информации и печати МИД, позднее рассказывал:
«В те годы, когда Министерство иностранных дел Азербайджана возглавляла Таира Таирова, интерес к Азербайджану был весьма высок, и нашему ведомству пришлось взять на себя роль координатора зарубежных связей республики. Практически это был дипломатический информационно-пропагандистский орган, реализовывавший внешнеполитические задачи страны внутри республики, занимавшийся формированием её имиджа за рубежом.

В числе задач, которые приходились выполнять республиканскому МИДу в тот период, следует прежде всего назвать посреднические функции: во время ирано-иракской войны в 1979-1988 гг. министерство во главе с Таирой Таировой было активно вовлечено в процесс урегулирования конфликта. Мне лично не раз приходилось по заданию министра сопровождать из Баку до иранской границы высокопоставленных гостей, принимавших участие в ирано–иракских переговорах, среди которых были Ясир Арафат, министр иностранных дел Кубы Исидоро Мальмиерка и многие другие».
В 1984 году Таира Таирова вышла на пенсию.
Скончалась 26 октября 1991 года и была похоронена во II Аллее почётного захоронения.

## Семья
В 1939 году Таира вышла замуж за сокурсника, геолога по профессии, Абдуллу Байрамова. От этого брака в 1940 году родилась дочь Эльвира, а в 1941 — сын Рауф.
Она является яркой представительницей известного рода Таировых из города Шуша.

## Награды и звания
- Орден Ленина[1]
- Орден Трудового Красного Знамени[1] (25 марта 1944; 5 ноября 1963; 31 декабря 1966; 22 октября 1971)
- Орден «Знак Почёта» (25 фквраля 1946)[1]